# Edma Abouchdid
Edma Abouchdid (São Paulo, 1909 - 11 de outubro de 1992) foi uma obstetra-ginecologista libanesa. Abouchdid tornou-se uma especialista conceituada em infertilidade, e sua base de pacientes incluía famílias reais do Oriente Médio. Ela defendeu o planejamento familiar em um momento em que a promoção da contracepção no Líbano era punível com uma sentença de prisão.

## Biografia
Nascida em São Paulo no Brasil, Abouchdid cresceu no Líbano e decidiu aos 15 anos que queria se tornar médica. Na época, esperava-se que as mulheres libanesas simplesmente escolhessem bons maridos, em vez de seguirem o ensino superior. Em 1924, a Universidade Americana de Beirute (AUB) anunciou que estaria aberta a admitir mulheres em sua escola de medicina. Abouchdid conseguiu atender aos critérios de admissão na faculdade de medicina em 1926, mas teve de se passar dois anos mais velha que sua idade real.
A admissão de Abouchdid na faculdade de medicina dependia da capacidade da escola de recrutar uma segunda aluna. O reitor não queria que Abouchdid ingressasse na faculdade de medicina como a mulher solitária em uma classe de 70 alunos. A aceitação de Abouchdid na escola quase fracassou quando sua colega de classe, que vinha dos EUA, decidiu se casar, em vez de cursar medicina. No entanto, o reitor da AUB finalmente permitiu que Abouchdid se inscrevesse. Abouchdid se formou na faculdade de medicina da AUB em 1931; por vários anos, ela era a única estudante de medicina ou pós-graduação da escola.

## Carreira
Abouchdid queria ser obstetra-ginecologista, mas era sensível ao impacto que seu sexo poderia ter sobre sua credibilidade na especialidade. Havia poucas mulheres em medicina no Oriente Médio, e ela pensou que, ao trabalhar em obstetrícia, seria confundida com uma parteira. Ela decidiu primeiro tornar-se pediatra, onde poderia estabelecer uma reputação de médica competente antes de entrar em obstetrícia e ginecologia. Ela trabalhou com pediatria e obstetrícia em Paris e Londres antes de trabalhar por vários anos no Royal Medical College em Bagdá.
Em 1945, Abouchdid iniciou um período de três anos de treinamento de pós-graduação nos EUA, adquirindo experiência na Universidade Johns Hopkins, Universidade Duke e Universidade Columbia. Durante seu tempo nos EUA, ela foi exposta a avanços na endocrinologia e infertilidade reprodutiva, e isso se tornou um foco particular para o restante de seu trabalho em medicina. Voltando ao Líbano, Abouchdid estabeleceu uma clínica de infertilidade, ingressou na faculdade da AUB e iniciou uma associação para mulheres libanesas. Ela tornou-se especialista no tratamento da infertilidade, tratando homens e mulheres e servindo algumas das famílias reais no Oriente Médio.
Na década de 1950, Abouchdid estava envolvido em medicina em nível mundial, tendo sido nomeada secretária nacional libanês da Associação Internacional de Fertilidade. Ela visitou os EUA novamente em 1958 como convidada de Robert Hardy Andrews e sua esposa, e falou em apoio à presença militar dos EUA no Oriente Médio para facilitar a independência libanesa. Permanecendo focada em sua carreira médica, Abouchdid não se casou.

## Mais tarde
Abouchdid fundou a Associação de Planejamento Familiar do Líbano e serviu como seu primeiro presidente. Em 1970, a associação estava trabalhando para mudar opiniões e legislação relacionada à contracepção no Líbano, mas o grupo limitou cuidadosamente suas atividades porque a promoção, posse ou venda de contracepção estava associada a uma sentença de seis a doze meses de prisão. Por suas contribuições à medicina, Abouchdid foi homenageada com uma medalha de cavalaria da Ordem Equestre do Santo Sepulcro de Jerusalém, uma distinção anteriormente reservada aos homens. Ela se aposentou em 1985 e morreu de problemas cardíacos sete anos depois.